# Song Taizu
Taizu (chinesisch 太祖; * 21. März 927 in Luoyang; † 14. November 976 in Kaifeng) war der Begründer und erste Kaiser der (Nördlichen) Song-Dynastie (4. Februar 960).
Zhao Kuangyin, so der Geburtsname des späteren Herrschers, diente lange als Soldat und Kommandeur unter den letzten Kaisern der Späten Zhou-Dynastie Taizu und Shi Zong. Unter letzterem stieg er zum Generalfeldmarschall auf, also zum höchsten militärischen Kommandoträger. Nach anfänglichen Niederlagen der Zhou-Armee gegen die Nördliche Han-Dynastie konnte Zhao Siege verzeichnen und wurde Chef der Kaisergarde. Nach dem Tod Kaiser Shi Zongs zog er alle Kommandeure und Generale zusammen und wurde durch Proklamation, die er als loyaler Soldat angeblich nur zögernd annahm, neuer Kaiser von China. Zhao Kuangyin setzte sich dabei gegen Gongdi (952–960) durch, den achtjährigen Sohn des verstorbenen Kaisers. Song Taizu verlangte laut der Dynastiegeschichte der Song von seinen Mitputschisten, dass Gongdi kein Haar gekrümmt werden dürfe. Blutvergießen hätte für den daoistisch geprägten Song Taizu ein böses Omen bedeutet. Gongdi lebte noch mehrere Jahre im Kaiserpalast Song Taizus in Kaifeng.
Mit der von Zhao begründeten Song-Dynastie sollte die Zersplitterung Chinas im 10. Jahrhundert (sog. Fünf Dynastien) nach dem Fall der Tang-Dynastie 907 dauerhaft enden. Dazu eroberte und einte der neue Kaiser alle kleinen südlichen Teilstaaten (Shu, Südliche Han, Südliche Tang). Seine Hoffnung, danach die starken Nördlichen Staaten der Han und Liao zu unterwerfen, sollte sich indes nicht erfüllen.
Weiter brach Song Taizu die Macht der Militärgouverneure, beseitigte die Trennung von Militär- und Zivilverwaltung und unterstellte das Heer direkt der Zentralverwaltung. Damit wollte er verhindern, dass jemand – ihm gleich – den Thron usurpierte, was ihn zeitlebens beschäftigte. Die zur Finanzierung der gestiegenen Militärausgaben vorgenommenen zusätzlichen Münzprägungen führten zum Anstieg der Inflation und verschärften damit die wirtschaftliche Lage.
Song Taizu begründete Akademien und Schulen mit weitgehend uneingeschränkten Diskussionsmöglichkeiten und Gedankenaustausch – eine erste Gedankenfreiheit im Reich der Mitte. Das Wachstum und die Ausbreitung wissenschaftlichen Fortschrittes, ökonomischer Reformen und kultureller sowie künstlerischer Leistungen wurden dadurch gefördert bzw. erst ermöglicht. Außerdem führte der Kaiser die Grundlage der „Dynastischen Regeln und Politik der Song“ ein, die für die kommenden Kaiser Geltung haben sollten. Des Weiteren wird Song Taizu nachgesagt, als Soldat einen nach ihm benannten und heute modifiziert weltweit angewandten Kampfstil geschaffen zu haben, der auf Shaolin-Techniken aufbaut (chinesisch 太祖長拳, Pinyin Tàizǔ Chángquán – „Taizus lange Faust“).